# صلاح الملا
صلاح الملا (28 يونيو 1957 -)، ممثل قطري. ولد في الدوحة. انضم إلى فرقة مسرح السد منذ تأسيسها بعام 1973. وقدم معها مسرحية «نادي العزوبية» عام 1976، ولقد شارك في العديد من المهرجانات الخليجية والعربية، وله أربع بنات.

## النشأة والتعليم
ولد صلاح عبد الله الملا سنة 1957 في قطر ونشأ بها، ودرس المرحلة الابتدائية في مدرسة صلاح الدين الأيوبي وبعدها التحق بمدرسة عثمان بن عفان ثم مدرسة قطر الإعدادية.

## أعماله
قدم صلاح الملا جملة من الأعمال في الدراما التلفزيونية في منذ السبعينيات. وكان من أهم أعماله في هذا المجال مسلسل "فايز التوش" في عام 1984، ومسلسل الدالوب في عام 1985. وفي عام 2916، عين مديراً لمركز شؤون المسرح التابع لوزارة الثقافة، وشغل المنصب لمدة ست سنوات. فيما يلي قائمة بأعماله التلفزيونية:

### في التلفزيون
- فايز التوش - أكثر من جزء.
- مغامرات سعدون
- الدالوب.
- تناتيف.
- حلم شهريار.
- زهرة الجبل.
- عيني يا بحر.
- بيت المغتني.
- حكم البشر.
- سوالف دنيا.
- عندما تغني الزهور.
- الفرية.
- وجه آخر.
- جدار الصمت.
- الداية.
- آخر صفقة حب.
- سارة.
- دمعة يتيم.
- الهدامة.
- بعدك طيب.
- قصة هوانا.
- أنين.
- حيتان وذئاب.
- الجليب.
- الفلته.
- لهفة الخاطر.
- الحب المستحيل - حلقات منفصلة.
- الثمن.
- عشرة عمر.
- أكون او لا.
- الحلال والحرام.
- لو باقي ليلة.
- اليحموم.
- هجر الحبيب.
- هذا حنا.
- البيت بيت ابونا.
- حب ولكن.
- في امل.
- عندما يزهر الخريف 2
- جود
- آخر المطاف
- إقبال يوم أقبلت
- سيلفي 3

### من المسرحيات
- حبوب الحبوب.
- رحلة جحا.
- نادي العزوبية.
- من فوق هالله الله
- المغني والاميرة.
- خميس في باريس
- الحذاء الذهبي
- زلزال.
- بودرياه
- مفلح في المريخ.
- هالو جلف.
- موال الفرح والحزن.
- وحش الليل.
- أمجاد ياعرب.
- هوامير الاسهم.
- شرالنفوس 4.
- عنبر و11 سبتمبر - عروض قطر.

### في السينما
- 2016 عتيج

## روابط خارجية
- صلاح الملا على موقع IMDb (الإنجليزية)
- صلاح الملا على موقع قاعدة بيانات الأفلام العربية